# 菲林根-施文宁根
菲林根-施文宁根（德語：Villingen-Schwenningen，發音：[ˈfɪlɪŋən ˈʃvɛnɪŋən] ⓘ）是德国巴登-符腾堡州弗赖堡行政区黑林山-巴尔县的城市，也是黑林山-巴尔县的县治及最大城市，面积165.5平方千米，2023年12月31日人口为89,145人。该市在中世紀是奧地利貴族的領地。在宗教改革的時期，居民仍然保持信奉天主教。